# マーベル・ミュージック
マーベル・ミュージック（MARVEL MUSIC）は、マーベル・スタジオ（ウォルト・ディズニー・カンパニー）の部門で、ウォルト・ディズニー・スタジオ傘下のレコード会社である。ディズニー・ミュージック・グループのレーベル。日本での発売・販売元はユニバーサル ミュージック合同会社となっている。

## 概要
マーベル・エンターテインメントは以前、マーベル・コミック内の音楽コミックを発売しており、 1977年に公開されたマーベル・コミックのスペシャルの初号で発売されて以来、ずっと続けてきたが、1996年に1度マーベルが倒産したため、解散された。その後、復活し、ウォルト・ディズニー・カンパニーに買収され、ディズニー傘下となった。

## 歴史
1994年の設立以来、様々な音楽を発表、発売し、Marty Party in Spaceと呼ばれる、当時、マーベル・ミュージックのインプリントで最も売れたタイトルの1つになっていくなど、輝かしい売り上げや業績を持っていたが、マーベル社が破産してしまったため、1996年に音楽出版部門も解散されてしまった。
トイ・ビズによるマーベル・エンターテインメント（当時はマーベル・エンタープライズ）の設立後、マーベルの音楽部門は、ウォルト・ディズニー・モーション・ピクチャーズ・グループの一員であるマーベル・スタジオが製作している「マーベル・シネマティック・ユニバース」内で流れる音楽の発売を同じディズニー傘下のハリウッド・レコードと共に発売している。

## マーベル・スタジオ
- アイアンマン3